# Casa Duran (Ripoll)
La Casa Duran és una obra de Ripoll protegida com a Bé Cultural d'Interès Local.

## Descripció
Casa formada per planta baixa i dos pisos amb teulada de teula àrab a dues vessants. L'any 1868 amb motiu de l'ordenació i alineació que patí la plaça Nova i carrers pròxims es feren recular les façanes d'alguns edificis, un dels quals fou la casa Duran. De la façana en destaca un escut d'armes situat sobre una finestra.